# Liste der Pfarrer von Veringenstadt

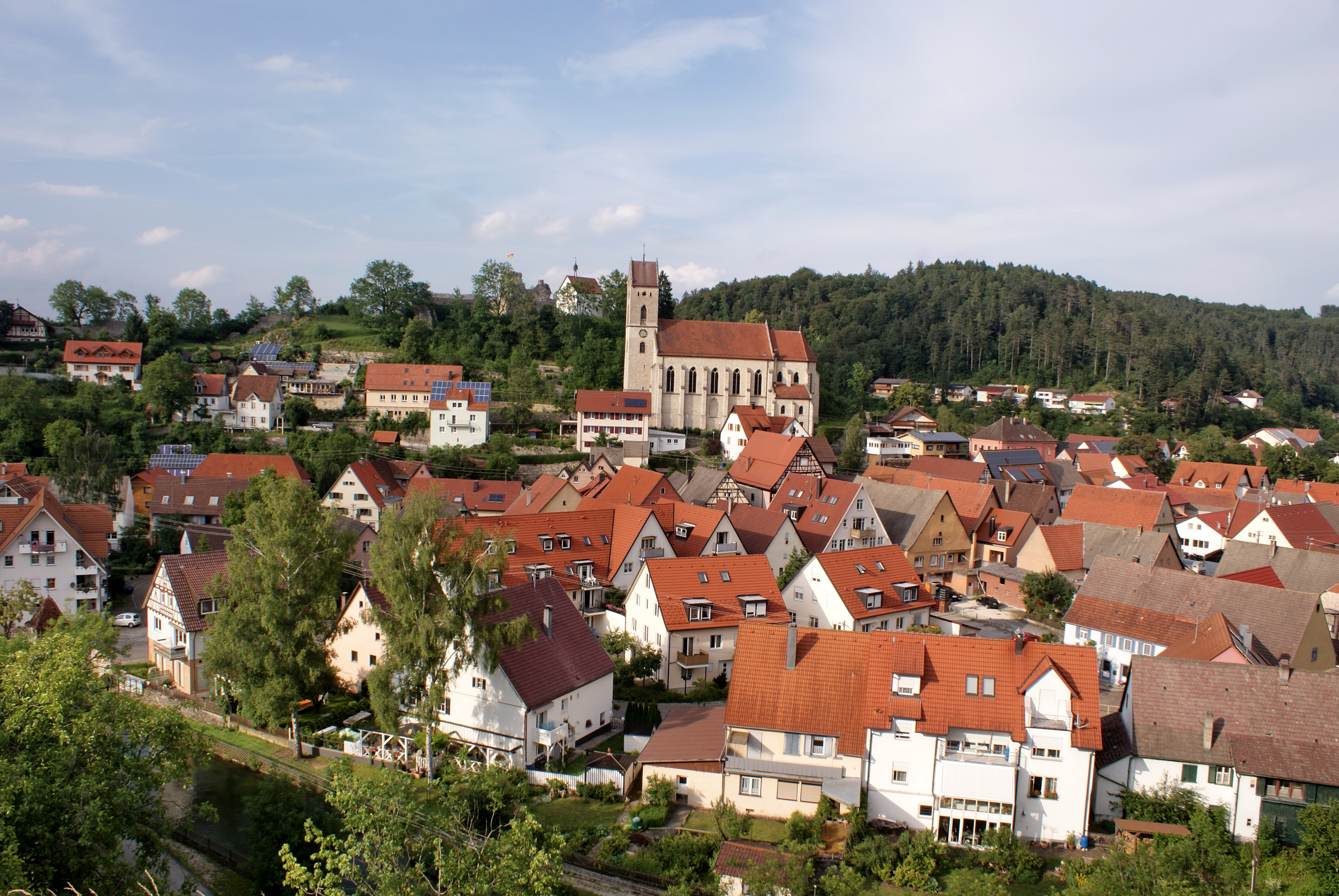
Veringenstadt, St. Nikolaus-Kirche und Burg mit Peterskapelle

Die Stadt Veringen (heute Veringenstadt) erhielt bereits vor dem Jahre 1250 Stadtrechte.
Zunächst konnte die Stadt keine eigene Pfarrei gründen und verfügte damit auch über keinen eigenen Friedhof. Die Bewohner der Oberstadt bis zum Rathausbrunnen und am Gassengraben (heute Bahnhofstraße) gehörten zur römisch-katholischen Pfarrei Deutstetten und die Unterstadt zu Veringendorf.
1515 gab es in Veringenstadt sieben Kaplaneien:
- Ursula-Kaplanei gestiftet 1360
- Katharinen-Kaplanei gestiftet 1368
- Thomas-Kaplanei gestiftet 1425
- Hl. Geist-Kaplanei gestiftet 1464
- Johannis-Kaplanei gestiftet 1467
- Frühmess-Kaplanei gestiftet 1497
- Anna-Kaplanei gestiftet 1515

1811 wurde Veringenstadt Sitz des Dekanates Veringen, erst 1821 wurde St. Nikolaus zur Pfarrei erhoben. Die Pfarrkirche St. Nikolaus ist heute Bestandteil der Seelsorgeeinheit Straßberg-Veringen im Dekanat Sigmaringen-Meßkirch.

## Pfarrer der Pfarrei
| Jahr                       | Name                 | Bemerkung |
| -------------------------- | -------------------- | --- |
| 1821                       | Pfr. Kohler          | |
| 1821 – 1834                | Joseph Sprißler      | 1821 bis 1834 war Joseph Sprissler aus Inneringen Pfarrer in St. Nikolaus. Er bekannte sich öffentlich zu den neuen politischen Anschauungen. 1830 wurde gegen ihn ein Untersuchungsverfahren wegen „führender Teilnahme an der Bewegung für die Einführung einer freisinnigen Verfassung in Hohenzollern-Sigmaringen“ eingeleitet, das mit einem Freispruch endete. Er war 1848 Abgeordneter in der Frankfurter Nationalversammlung. Wegen seiner politischen Aktivitäten verlor er 1849 sein Priesteramt. |
| 1844 – 1854                | Thomas Geiselhart    | 1844 bis 1850 war Thomas Geiselhart Pfarrer in St. Nikolaus. Es wird erzählt, dass er nach einer Beerdigung von einem jungen Mädchen, das ein uneheliches Kind hinterlassen hatte, die Begräbnisteilnehmer bat, um Gotteslohn das arme Waisenkind aufzunehmen. Seine Bitte wurde jedoch nicht erfüllt. Kurz entschlossen nahm er das Kind in den Pfarrhof auf. Dieses Erlebnis führte sicherlich mit dazu bei, dass er später in Sigmaringen das Haus Nazareth für Waisenkinder gründete. |
| 1854 – 1863                | Martin Kohler        | Hohenzollerischer Regierungs- und Schulrat; Erzbischöflicher Geistlicher Rat Geboren am 5. Juni 1824 in Pfaffenheim/Elsaß. Geweiht am 19. August 1847. Gestorben am 31. Juli 1892 in Sennheim Elsaß. Dienststellen: - 1847 Vikar in Stetten b. Haigerloch, Vikar in Sigmaringen - 1851 Pfarrverweser in Veringenstadt - 1854 Pfarrer in Veringenstadt - 1863 Pfarrer in Sigmaringendorf - 1872 Pfarrer in Benzingen - 1890 mit Absenzbewilligung privat in Sennheim/Elsaß |
| 1863 – 1887                | Thomas Bieger        | Geboren am 21. Dezember 1834 in Hart/Hohenzollern. Geweiht am 1. August 1860. Gestorben am 13. September 1893. Dienststellen: - 1860 Vikar in Klosterwald - 1860 Vikar in Stetten u. Höllstein - 1861 Vikar in Ostrach - 1862 Pfarrverweser in Sigmaringendorf - 1863 Pfarrverweser in Veringenstadt - 1865 Pfarrer in Veringenstadt, Definitor des Dekanats Veringen - 1887 Pfarrer in Bingen |
| 1889 – 1898                | Matthäus Winter      | Geboren am 1. Dezember 1845 in Jungingen. Geweiht am 4. August 1869. Gestorben am 18. Juli 1898. Begraben in Veringenstadt. Dienststellen: - 1869 Vikar in Hausen i. K. - 1870 Vikar in Langenenslingen - 1873 investierter Kaplan und - 1874 zugleich Pfarrer in Langenenslingen - 1886 mit Absenzbewilligung Pfarrverweser in Habstal - 1887 Pfarrverweser in Veringenstadt - 1891 Pfarrer in Veringenstadt |
| 1899 – 1917                | Ignatius Bogenschütz | Geboren am 21. Juli 1870 in Zimmern. Geweiht am 1. Juli 1870 in St. Peter. Gestorben am 29. Mai 1953 in Ablach. Begraben am 2. Juni 1953 in Ablach Dienststellen: - 1896 Vikar in Klosterwald - 1898 Pfarrverweser in Veringenstadt - 1899 Pfarrer in Veringenstadt - 1917 Pfarrer in Sigmaringendorf - 1929–1948 Pfarrer in Ablach - 1933 Definitor des Kapitels Sigmaringen |
| 1918 – 1926                | Mathias Bogenschütz  | Geboren am 13. Mai 1884 in Stein b. Hechingen. Geweiht am 2. Juli 1907 in St. Peter. Gestorben am 30. März 1944 in Kettenacker. Begraben in Stein b. Hechingen. Dienststellen: - 1907 Vikar in Klosterwald, Krauchenwies, Sigmaringen und Ruolfingen - 1911 Pfarrverweser in Einhart - 1912 Kaplaneiverweser in Benzingen - 1915 Pfarrer in Benzingen - 1917 Pfarrverweser in Veringenstadt - 1918 Pfarrer in Veringenstadt - 1926 Pfarrer in Trochtelfingen - 1933 Definitor des Kapitels Veringen - 1936 Dekan des Kapitels Veringen - 1941 Pfarrer in Hettingen |
| 1926 – 1938                | Theodor Bürkle       | Geboren am 9. November 1888 in Höfendorf. Geweiht am 7. Juli 1914. Gestorben am 29. Januar 1964 in Tübingen. Begraben am 1. Februar 1964 in Höfendorf. Dienststellen: - 1914–1915 Vikar in Klosterwald - 1915–1916 Vikar in Dietershofen - 1916 Vikar in Bietingen - 1916–1920 Vikar in Oberwinden b. Waldshut - 1920 Vikar in Oberhausen - 1925–1926 Kaplaneiverweser in Bingen (Hohenzollern) - 1926–1938 Pfarrer in Veringenstadt - 1938–1959 Pfarrer in Heiligenzimmern |
| 1938 – 1950                | Wilhelm Dreher       | Geboren am 17. Juni 1891 in Frohnstetten. Geweiht am 12. Juni 1921 in St. Peter. Gestorben am 11. April 1960 in Sigmaringen. Begraben am 13. April 1960 in Frohnstetten. Dienststellen: - 1921 Vikar in Schapbach, Osterburken, Zunsweiser, Nordrach, Schlierstadt u. Rotenfels - 1927 Pfarrverweser in Zimmern - 1927 Pfarrer in Zimmern - 1938 Pfarrer in Veringenstadt - 1950 – 1953 Pfarrer in Weilheim |
| 1950 – 1964                | Fridolin Abberger    | Geboren am 11. September 1914 in Dießen bei Horb. Geweiht am 27. März 1938 Gestorben am 15. März 1993 Rottenburg a. N. Beerdigt 19. März 1993 in Dießen bei Horb. Den Trauergottesdienst zelebrierte Kardinal Karl Lehmann, der mit Fridolin Abberger seit seiner Jugend in Veringenstadt sehr verbunden war. Dienststellen: - 25. April 1938 Vikar in Reute - 31. Mai 1938 Vikar in Burladingen - 15. April 1942 Vikar in Pforzheim St. Franziskus - 6. Januar 1946 Präfekt am Fideliskonvikt in Sigmaringen (mit Krankheitsurlaub in Bad Reichenhall 1949) - 1. Dezember 1950 Pfarrverweser in Veringenstadt - 27. April 1952 Investitur in Veringenstadt - 16. Oktober 1964 Pfarrer in Steinenstadt (Investitur 7. September 1969) - 1. September 1979 Ruhestand in Rottenburg a. N. |
| 1964 – Mai 1975            | Franz Gluitz         | Geboren am 16. April 1931 in Kettenacker Kreis Sigmaringen. Priesterweihe im Mai 1958 in Freiburg. Gestorben am 21. Dezember 2022 in Gammertingen. Beerdigt am 30. Dezember 2022 in Glottertal. Seine Gymnasialzeit verbrachte er im erzbischöflichen Studienheim St. Fidelis in Sigmaringen. Dienststellen: - Vikariat in Furtwangen und in der Nähe von Karlsruhe - Pfarrer von Veringenstadt und Veringendorf - 1972 bis 1989 Regionaldekan von „Hohenzollern-Meßkirch“ in Veringendorf. In dieser Zeit forcierte er die Gründung der ersten Sozialstation im Ländlichen Raum in Baden-Württemberg. 1979 wurde er dafür mit dem Bundesverdienstkreuz ausgezeichnet. - 1989 Pfarrer von Glottertal, wo er die Ehrenbürgerwürde erhielt. Parallel dazu hatte er das Amt des Dekans von Waldkirch inne. - 2002 setzte er sich in Sigmaringen zur Ruhe, wo er auch als Pensionär fest in die Seelsorge eingebunden war. Sein Lebensende verbrachte er im Altersheim in Gammertingen.                                   |
| Juni 1975 – Juli 1990      | Nikolaus Spath       | Gestorben 1995 |
| August 1991 – Oktober 1995 | Franz Schmerbeck     | Pfarrverweser |
| 1995 – 2002                | Meinrad Huber        | - Bis Okt. 1995 3 Jahre als Vikar in Straßberg - 15. Oktober 1995 erster Gottesdienst in Veringenstadt. Mitbetreuung der Gemeinden Inneringen, Hettingen und Hermentingen. |
| 2002 – 2008                | Michael Roßknecht    | Geboren am 07.10.1955 - 1992 bis 2002 Pfarrer der Seelsorgeeinheit Hohenfels und Talgemeinden - 2002 bis 2008 Pfarrer der Seelsorgeeinheit Veringenstadt Gestorben am 03.05.2016 |
| 2008 – Oktober 2020        | Hubert Freier        | *1948. Aufgewachsen in Zell im Wiesental. Er schlug zunächst eine Laufbahn als Kaufmann ein und arbeitete 27 Jahre lang für verschiedene Versandhäuser. Die Berufung kam in seinem 42. Lebensjahr. Sein Theologiestudium absolvierte Freier im Studienhaus St. Lambert in Lantershofen in Rheinland-Pfalz. 1995 verbrachte er ein verkürztes Gemeindejahr in Mannheim und das Priesterseminar in St. Peter. Im Dezember 1995 wurde er zum Diakon geweiht, seine Priesterweihe war am 19. Mai 1996 in Freiburg. Seine ersten Stationen waren Ferienvertretungen im Hochschwarzwald und im Hegau. Ab September 1996 trat Freier seine erste Vikarstelle in Ostrach an. Es folgten Pfarrstellen in Bad Säckingen, Herdwangen und der Seelsorgeeinheit Hohenfels bei Liggersdorf. 2008 kam Hubert Freier als Pfarrer in die Seelsorgeeinheit Veringenstadt. Nachdem die Seelsorgeeinheit 2015 mit der Straßberger zusammengelegt worden war, war Hubert Freier Leitender Pfarrer der Seelsorgeeinheit Straßberg-Veringen. |
| seit April 2021            | Olaf Winter          | Pfarrer in der katholischen Seelsorgeeinheit Straßberg-Veringen mit zehn Orten, sieben Pfarreien und rund 6600 Gemeindegliedern. |